# Sea Life Busan
Koordinaten: 35° 9′ 34″ N, 129° 9′ 40″ O
Das Sea Life Busan (vorher: Busan Aquarium) (koreanisch:부산 아쿠아리움) ist ein in der südkoreanischen Stadt Busan befindliches Schauaquarium. Er wurde im Jahr 2001 eröffnet. 2010 wurde bereits die Zahl von 10 Millionen Besuchern überschritten. Das Aquarium wird von Merlin Entertainments Group betrieben.

## Anlagenkonzept und Tierbestand
Das Busan Aquarium zeigt über 250 aquatische Tierarten mit rund 10.000 Individuen. Es hat eine Fläche von ca. 36.000 Quadratmetern, die sich über drei Etagen mit acht Themenzonen erstreckt. Das Aquarium unterhält ein bedeutendes Seepferdchen-Zuchtprogramm und ist auf die Haltung von Rochenarten spezialisiert.

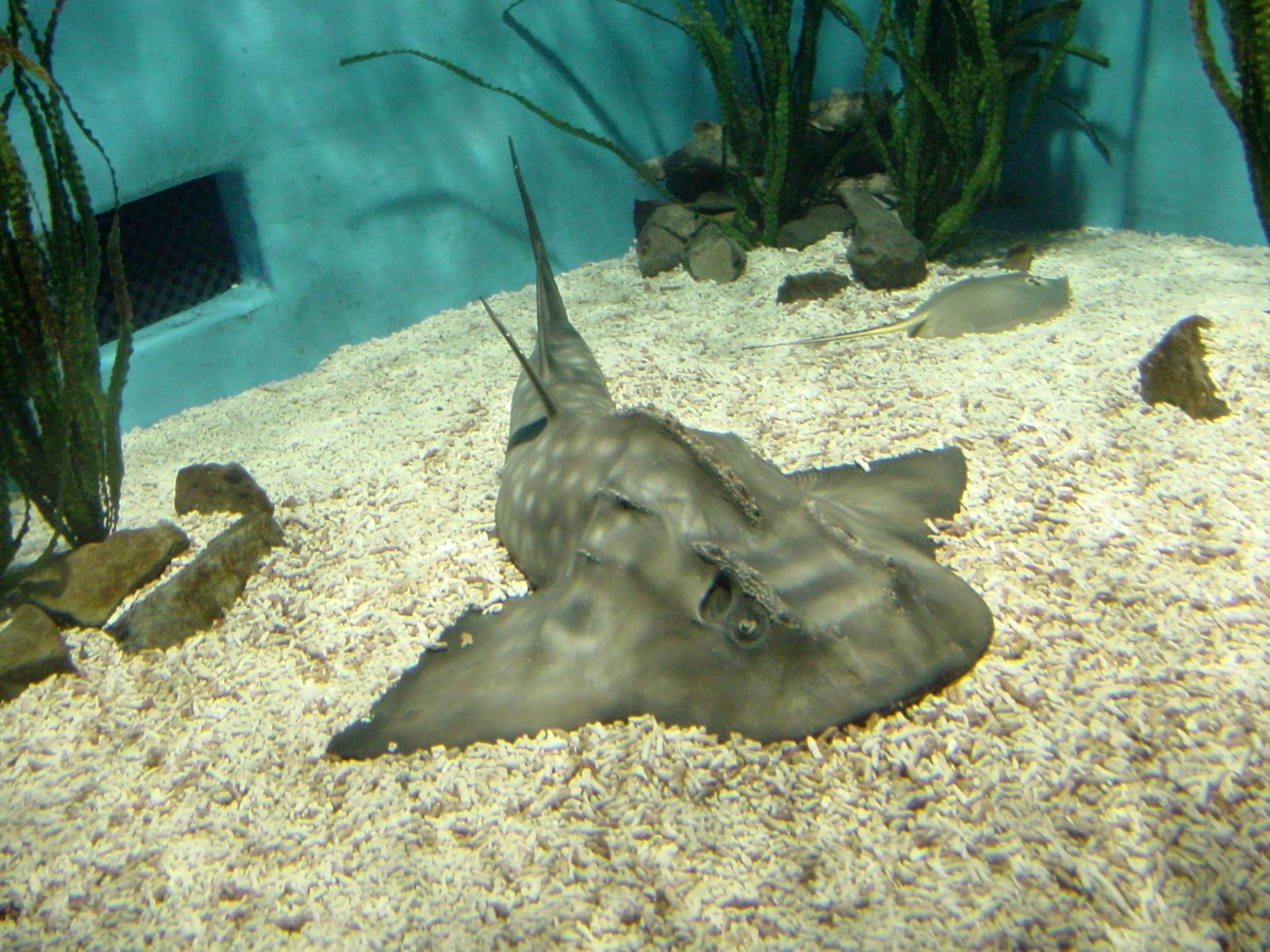
Rundkopf-Geigenrochen
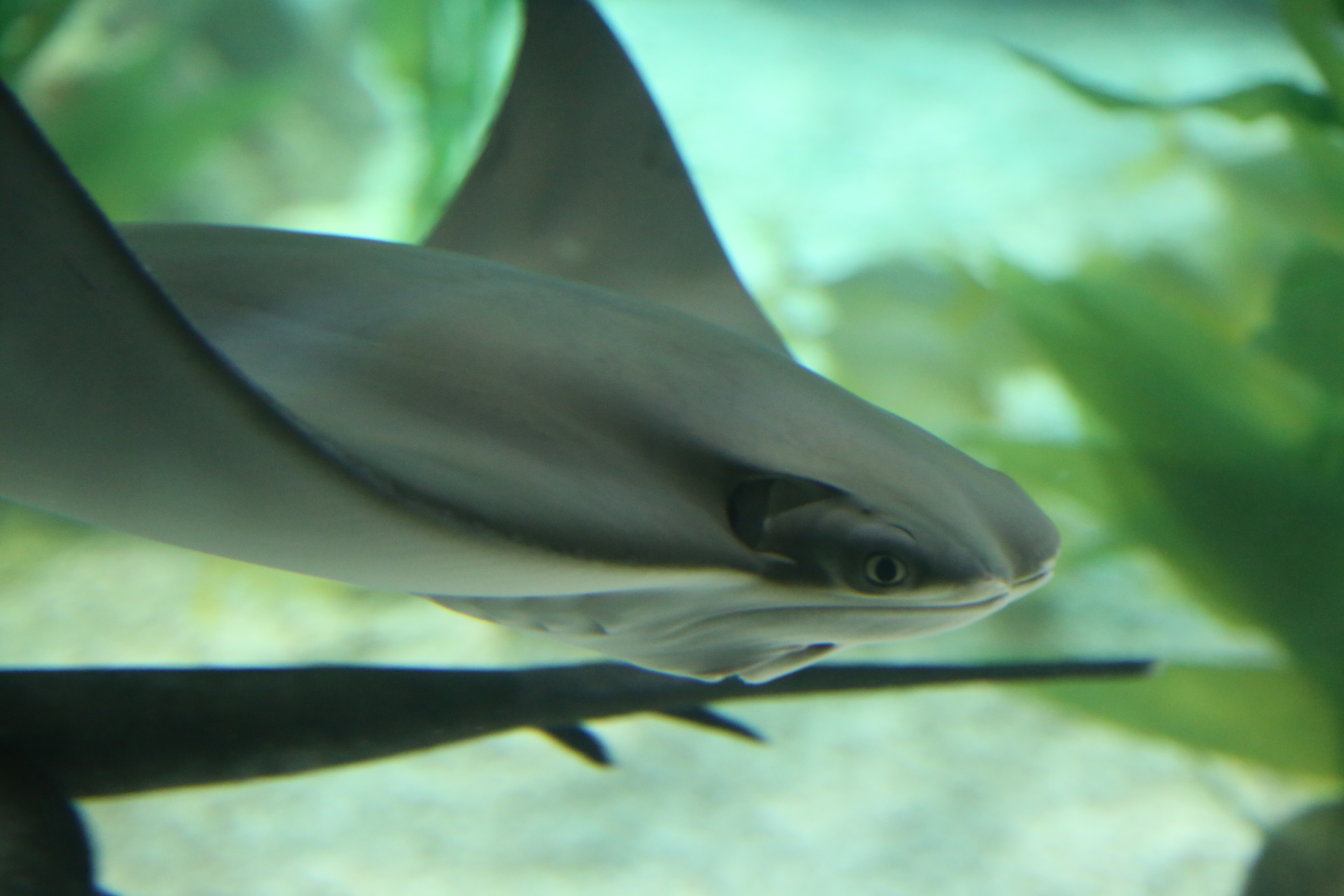
Atlantischer Kuhnasenrochen
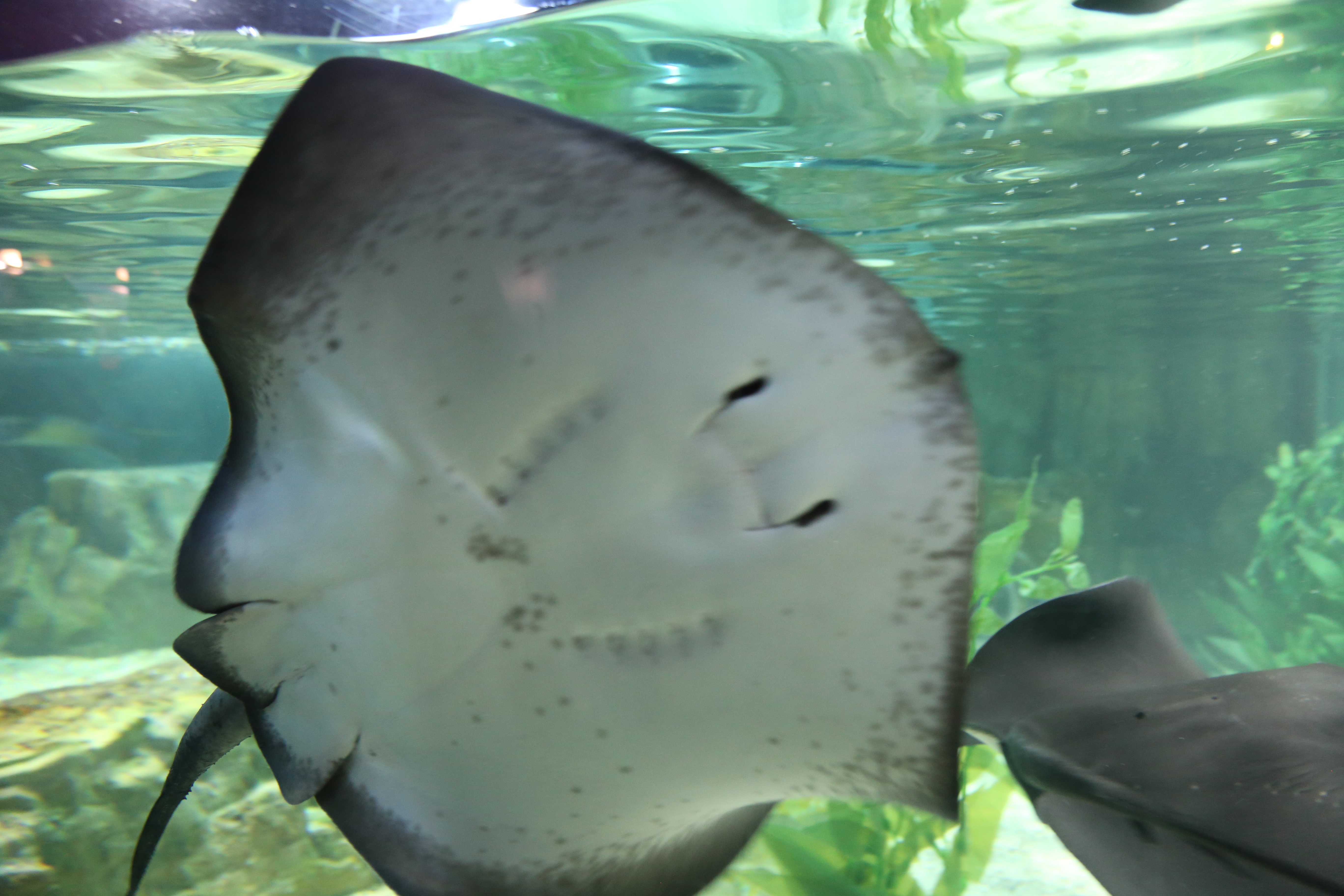
Dasyatis brevicaudata Unterseite, ein Stechrochen

Bei den Besuchern beliebt ist ein aus Acrylglas hergestellter durchsichtiger Unterwasser-Meerestunnel, der einen Eindruck vermitteln soll, wie sich die Tiere im Meer verhalten. In einem offenen Becken (Touch Pool) besteht die Möglichkeit, Seesterne, Einsiedlerkrebse und andere lebende Meeresbewohner zu berühren. 

## Spezielle Programme
Zweimal täglich können die Besuchern den Fütterungen von Ottern,  Pinguinen, Haien oder Rochen beiwohnen. Es besteht außerdem die Möglichkeit, mit digitalen Technologien die Bewohner der Tiefsee in der Sea at Night Zone kennenzulernen. Das Aquarium beteiligt sich auch an verschiedenen Arterhaltungs- und Schutzprogrammen und legt dabei einen Schwerpunkt auf den Schutz der Meeresschildkröten.